# Loma San Francisco
Loma San Francisco är en ort i Mexiko.   Den ligger i kommunen Tepexi de Rodríguez och delstaten Puebla, i den sydöstra delen av landet, 160 km sydost om huvudstaden Mexico City. Loma San Francisco ligger 1 680 meter över havet och antalet invånare är 481.
Terrängen runt Loma San Francisco är kuperad åt nordväst, men åt sydost är den platt. Runt Loma San Francisco är det glesbefolkat, med 19 invånare per kvadratkilometer. Närmaste större samhälle är Santa Inés Ahuatempan, 9,5 km söder om Loma San Francisco. Trakten runt Loma San Francisco består till största delen av jordbruksmark.